# Huixian
Huixian är stad på häradsnivå som lyder under Xinxiangs stad på prefekturnivå i Henan-provinsen i centrala Kina. Den ligger omkring 84 kilometer norr om provinshuvudstaden Zhengzhou. 